# Selbständiges Einziehungsverfahren (Deutschland)
Das selbständige Einziehungsverfahren ermöglicht die Anordnung der Einziehung als Rechtsfolge auch außerhalb eines Strafverfahrens. Das Verfahren wurde mit Wirkung zum 1. Juli 2017 in § 435 StPO (vorher § 440 StPO a. F.) neu geregelt. Die Neuregelung dient der Umsetzung der Richtlinie 2014/42/EU über die Sicherstellung und Einziehung von Tatwerkzeugen und Erträgen aus Straftaten in der Europäischen Union.

## Zulässigkeit
Unter welchen Voraussetzungen eine selbständige Einziehung zulässig ist, ist in § 76a StGB geregelt. Mit der Reform des Einziehungsrechts vom 1. Juli 2017 wurden die Tatbestände erheblich ausgedehnt, um mehrere Rechtslücken zu schließen.
Absatz 1 normiert Fälle, in denen wegen der Tat keine bestimmte Person verurteilt oder verfolgt werden kann. Das ist etwa dann der Fall, wenn der Täter nicht ermittelt werden kann oder von mehreren in Frage kommenden Personen nicht geklärt werden kann, wer für die Tat verantwortlich ist. Auch der Fall von Schuldunfähigkeit ist hiervon erfasst. Seit der Reform, mit der die Beschränkung auf „tatsächliche Gründe“ entfallen ist, kann auch das Vorliegen eines rechtlichen Verfolgungshindernisses, wie dauernde Verhandlungsunfähigkeit oder ein Strafklageverbrauch hinsichtlich der Ausgangstat zur Zulässigkeit des selbständigen Einziehungsverfahrens führen. Ausdrücklich nicht von dieser Vorschrift erfasst sind hingegen Fälle, in denen die Tat deshalb nicht verfolgt werden kann, weil Antrag, Ermächtigung oder Strafverlangen fehlen oder bereits eine rechtskräftige Entscheidung über eine Einziehung vorliegt; diese Fälle stehen einer selbständigen Einziehung entgegen. Die Voraussetzungen für eine Einziehung im Übrigen müssen vorliegen, so muss die rechtswidrige Tat nachgewiesen werden und es darf kein Verfolgungshindernis wie z. B. Eintritt der Verfolgungsverjährung vorliegen.
Absatz 2 betrifft Fälle, in denen der Täter oder ein Dritter aus der Tat einen konkreten Vermögensvorteil erlangt hat oder es sich um eine Sicherungseinziehung (§ 74b, § 74d StGB) handelt und die Verfolgung der Straftat allein am Eintritt der Verfolgungsverjährung scheitert. Es handelt sich also um Fälle, in denen der Täter oder der Teilnehmer nach dem Ergebnis der Ermittlungen feststeht (anders als in Absatz 1) und allein die Verfolgungsverjährung einer Verurteilung des Täters oder des Teilnehmers entgegensteht. In solchen Fällen kann die Einziehung im selbständigen Einziehungsverfahren angeordnet werden.
Absatz 3 erweitert den Anwendungsbereich von Absatz 1 auf solche Fälle, in denen das Gericht von einer Strafe absieht oder die Staatsanwaltschaft das Ermittlungsverfahren wegen Geringfügigkeit (§ 153 StPO) einstellt.
Absatz 4 wurde mit der Reform 2017 neu eingeführt. Dieser Tatbestand umfasst Fälle, in denen Personen etwa am Flughafen oder an der Grenze mit Gegenständen aufgefunden werden, von denen das Gericht überzeugt ist, dass sie aus einer Straftat stammen. Der konkrete Nachweis einer rechtswidrigen Tat ist in solchen Fällen aufgrund des Auslandsbezugs regelmäßig schwierig bis unmöglich. Voraussetzung ist der Verdacht auf eine der im Gesetz aufgeführten Katalogstraftaten. Auf welche Umstände das Gericht einen solchen Verdacht stützen darf, ist in § 437 StPO geregelt. Da es sich bei der Vorschrift um eine Soll-Vorschrift handelt, steht dem Gericht in Ausnahmefällen ein Ermessen zu, von der Einziehung abzusehen.

## Prozessvoraussetzungen
Das selbständige Einziehungsverfahren erfordert nach § 435 StPO einen separaten Antrag der Staatsanwaltschaft oder des Privatklägers. Eine Anordnung der Einziehung im Rahmen eines Sicherungsverfahrens ist seit dem 1. Juli 2021 (Änderung des § 413 StPO) zulässig. Der Staatsanwaltschaft kommt bei der Antragstellung ein Ermessen zu; sie kann insbesondere von der Antragstellung absehen, wenn das Verfahren einen unverhältnismäßigen Aufwand erfordern würde.
Ansonsten gelten die Verfahrensvorschriften zur Einziehung sinngemäß auch für das selbständige Einziehungsverfahren.